# Olivier Stirn
Pour les articles homonymes, voir Stirn.
Olivier Stirn, né le 24 février 1936 à Boulogne-Billancourt (Hauts-de-Seine), est un homme politique français, ancien ministre, qui a appartenu à plusieurs partis de droite et de gauche.

## Biographie

### Jeunesse et études
Olivier Stirn est l'arrière-petit neveu d'Alfred Dreyfus. Il est l'ainé d'une famille de six frères, dont François-Henri, Gérard, Bernard, Pierre-Jérôme, tous fils d'Alexandre Stirn, ancien préfet et magistrat à la Cour des comptes (1911-2000).
Élève au lycée Janson-de-Sailly, il y obtient son baccalauréat. Il est diplômé d'études supérieures de droit public et de sciences politiques, ainsi que diplômé de l'Institut d'études politiques de Paris (section Service public, promotion 1958).
À la fin de sa carrière politique, Olivier Stirn est particulièrement actif dans l'affaire d'héritage qui l'oppose à sa jeune belle-mère, Kenza, épousée par son père en 1996. Il gagne un procès.
Il est divorcé de Marine Saunier avec laquelle il a deux enfants, Renaud Stirn et Guillaume Stirn. Il s’est ensuite marié à Évelyne Stirn, candidate provisoirement investie par Les Républicains pour la 6e circonscription du Calvados aux élections législatives de 2017. 
De ce second mariage sont nés deux autres enfants, Anna et Emmanuel.

### Début de carrière
Tout comme son père, il choisit l'administration préfectorale, devenant chef de cabinet du préfet de la Meuse en 1961. 
Il occupe des postes de chargé de mission et puis de chef de cabinet de Louis Jacquinot, ministre d'État chargé des DOM-TOM (1964), et de chef de cabinet de Jean Charbonnel, secrétaire d'État aux Affaires étrangères chargé de la Coopération (1966-1967), et de Jacques Chirac, secrétaire d'État aux Affaires sociales, chargé des problèmes de l'emploi (1967-1968). 
Il s'implante à Vire à partir de 1968. Il en est député UDR (1968-1973), conseiller général (1970-1988) et maire (1971-1989). Bon orateur et parlementaire actif, il est nommé secrétaire d'État auprès du ministre chargé des Relations avec le Parlement (1973-1974), secrétaire d’État aux Départements et territoires d’outre-mer (1974-1978), puis aux Affaires étrangères (1978-1981). À partir du 23 décembre 1980, outre les attributions qu'il exerce en qualité de secrétaire d’État auprès du ministre des Affaires étrangères, il est mis à la disposition du ministre de la Défense, ministre de la Coopération pour toutes les missions que celui-ci lui confie.
Comme secrétaire d'État aux DOM-TOM pendant presque quatre ans, il négocie l'indépendance des Comores en 1975 et de Djibouti en 1977. Il désire départementaliser l'outre-mer, ce qu'il fait pour Saint-Pierre-et-Miquelon mais doit accorder l'autonomie à la Nouvelle-Calédonie et la Polynésie en 1976 et 1977 face aux pressions indépendantistes.

### Dans l'opposition libérale
Le 20 janvier 1977, lorsque Jacques Chirac annonce sa candidature à la Mairie de Paris, entrant ainsi en conflit ouvert avec Valéry Giscard d'Estaing, il quitte le RPR, et le 10 février crée le Mouvement des sociaux-libéraux (MSL) avec le soutien de René Lenoir et Lionel Stoléru et le concours de Didier Schuller, Christian Gerondeau, François Thual et Gérard Pince. Le 7 juillet, avec René Lenoir et Lionel Stoléru, il crée le Carrefour social-démocrate. Le 20 juillet, le MSL fusionne dans le Parti radical valoisien, future partie constitutive de l'UDF, et Olivier Stirn devient vice-président du Parti radical. 
En novembre 1983, il brigue la présidence du Parti radical. Il obtient le 33,57 % des suffrages exprimés et est battu par André Rossinot. En mars 1984, Olivier Stirn quitte le Parti radical pour créer l'Union centriste et radicale (UCR). Aux élections européennes de 1984, il est tête de liste de l’Entente radicale écologiste pour les États-Unis d'Europe (ERE), unissant l'UCR, le MRG et des écologistes, dont Brice Lalonde, et obtient 3,32 % des voix.

### Retour sous François Mitterrand
Aux élections législatives de 1986, l'UCR, rebaptisée depuis décembre 1984 Union centriste républicaine, participe à des listes d'alliance avec le PS puis fusionne avec ce dernier. 
À l'époque, Le Canard enchaîné le surnomme « l'Andouille de Vire » puis « l'Andouille de Vire à gauche ». Il change alors de département d'élection en devenant, malgré des réticences locales, la tête de la liste socialiste dans la Manche en 1986. Il obtient un score qui permet à la gauche manchoise d'avoir deux élus à l'Assemblée pour la première fois de son histoire. En 1988, il succède à Louis Darinot dans la circonscription de Cherbourg. 
Il quitte son mandat parlementaire lorsqu'il devient ministre du Tourisme sous le premier gouvernement Michel Rocard (1988-1990).

### Fin de carrière politique
Il doit renoncer à ses fonctions ministérielles le 4 juillet 1990 en raison d'un scandale : des auditeurs payés avaient été recrutés afin de faire nombre dans un colloque organisé par son association Dialogues 2000 sur l'avenir de la gauche (les recrutés avaient tous quitté la salle à 18 h, heure de fin de leur contrat, pendant un discours d'orateur, laissant la salle quasiment vide hormis les personnalités du PS). Sous la pression de la majorité socialiste, il démissionne alors du conseil municipal de Cherbourg et de la présidence de la communauté urbaine de Cherbourg. 
L'année suivante, il est nommé par l'exécutif ambassadeur de France auprès du Conseil de l'Europe. Il démissionne en février 1993 pour se présenter aux élections législatives, année de la déroute de la gauche. Après avoir échoué à redevenir député de Vire face à René Garrec (UDF) aux législatives de 1993, il rejoint en 1994 le MDR de Jean-Pierre Soisson, comme lui ancien ministre d'ouverture du gouvernement Rocard, puis annonce son soutien à Jacques Chirac à l'élection présidentielle de 1995. Aux élections régionales de 1998, il présente avec Corinne Lepage une liste dissidente à celle du président RPR sortant René Garrec, sans obtenir de siège. Il intègre ensuite l'UMP où il est conseiller du président.
En 2004, il publie Mes Présidents, illustrant par ce titre un record, celui d'avoir appartenu à tous les partis des six présidents de la Ve République. Dans ce livre, il se qualifie de « gaulliste de gauche » et exprime son soutien à Nicolas Sarkozy.
En 2009, il devient conseiller de la présidence de la République pour l’Union pour la Méditerranée puis, l'année suivante, secrétaire national de l'UMP chargé de la diversité. C'est en tant que secrétaire national à la diversité qu'il annonce, le 18 mars 2011, la création de « l'Union des Français musulmans ». L'UMP annonce que « les musulmans de France favorables à (...) la majorité présidentielle décident de créer l'UFM ». L'initiative n'aura cependant pas de succès : le communiqué de presse est retiré du site de l'UMP le jour même.
En 2025, Mediapart révèle que sa femme Évelyne Stirn est mise en examen pour recel d'abus de bien sociaux dans le cadre d'une large affaire de corruption autour du dirigeant d'une entreprise de fourrière, Chafic Alywan. Olivier Stirn est lui aussi soupçonné d'être impliqué et d'avoir bénéficié de diverses faveurs du chef d'entreprise.

### Affiliations
Olivier Stirn est président d'honneur de l'Union pour la diversité républicaine (affilié à l'UMP) ainsi que du Club Nouveau Siècle de la Manche. 
Il est membre du comité France-Israël.
D'après le Dictionnaire historique des Francs-Maçons du « frère » Jean-André Faucher, paru en 1988, il serait initié au sein de la Grande Loge nationale française.

### Académie
Olivier Stirn est élu membre libre de l'Académie des sciences d'outre-mer le 5 mai 2010.

## Mandats électifs
Député du Calvados (5e circonscription, Vire)
- 30 juin 1968 - 1er avril 1973 : Union des démocrates pour la République
- 4 mars 1973 - 12 mai 1973 : Union des démocrates pour la République
- 12 mars 1978 - 6 mai 1978 : Union pour la démocratie française
- 14 juin 1981 - 1er avril 1986 : Union pour la démocratie française, puis à partir de 1984, non inscrit

Député de la Manche
- 16 mars 1986 - 14 mai 1988 : Parti socialiste

Député de la Manche (5e circonscription, Cherbourg)
- 12 juin 1988 - 29 juin 1988 : apparenté socialiste

Conseiller général du Calvados
- 1970-1988 et 1994-2001

Maire de Vire
- mars 1971 - 19 mars 1989

Président de la Communauté urbaine de Cherbourg
- 1989 - 1990

## Fonctions gouvernementales
Secrétaire d'État auprès du Ministre chargé des Relations avec le Parlement
- 5 avril 1973 - 1er mars 1974
- 1er mars 1974 - 27 mai 1974

Secrétaire d'État aux DOM-TOM (autonome)
- 28 mai 1974 - 25 août 1976

Secrétaire d'État aux DOM-TOM (auprès du Ministre de l'Intérieur)
- 29 août 1976 - 29 mars 1977
- 29 mars 1977 - 31 mars 1978

Secrétaire d'État aux Affaires étrangères
- 31 mars 1978 - 11 septembre 1978

Ministre délégué aux DOM-TOM (auprès du Premier ministre)
- 10 mai 1988 - 22 juin 1988

Ministre délégué au Tourisme (auprès du Ministre de l'Industrie et de l'Aménagement du territoire)
- 23 juin 1988 - 5 juillet 1990

## Honneurs

### Décorations
- Chevalier de la Légion d'honneur (1993)[22]
- Médaille d'honneur de l'engagement ultramarin, échelon or (2022) au titre d' « ancien secrétaire d'État aux DOM-TOM »[23]
- Commandeur de l'ordre national du 27 juin 1977 de la république de Djibouti (2019)[24]

### Distinctions
- Maire honoraire de Vire Normandie (2023)

### Préface
- Collectif, Gotha noir de France, 2012-2013 : démentir les préjugés par l'exemple, éditions Efficience, 2012

### Livres
- Mes présidents, 50 ans au service de la Ve République, éditions du Félin, 2004
- Une certaine idée du centre, Albin Michel, 2017
- L'éveil décisif de l'Afrique : il n'y a pas d'autre choix que l'espérance, avec Évelyne Stirn, L’Harmattan, 2019